# Verbascum jankaeanum
Verbascum jankaeanum är en flenörtsväxtart som beskrevs av Pancic. Verbascum jankaeanum ingår i släktet kungsljus, och familjen flenörtsväxter. Inga underarter finns listade i Catalogue of Life.